# Ермете Дзаконі
Ермете Дзаконі (італ. Ermete Zacconi; 1857—1948) — італійський актор театру і кіно.

## Біографія
Ермете Дзаконі народився 14 вересня 1857 року в містечку Монтеккьо-Емілія; на театральні підмостки вийшов з юних років, виступаючи разом зі своїми батьками.
У себе на батьківщині став відомим тим, що познайомив італійську публіку з «новою драмою» Генріка Ібсена.
На думку деяких критиків того часу, верху досконалості Цакконі досягає в ролі Освальда з «Привидів», якого він зображує цілком натуралістично.
Е. Дзаконі дотримується клінічного погляду на людську душу, пояснюючи сильні пристрасті розладом організму, і тому нерідко зображував героїв усіх трагедій ненормальними людьми з ознаками фізичного і морального виродження. Характерна риса його таланту полягає в тому, що в різних ролях він до невпізнання змінював весь свій вигляд, ходу, голос.
Крім п'єс Ібсена, Дзаконі особливо вдавалися в театрі ролі Кіна, Коррадо в «Цивільній смерті» Джакометті, поміщика Кузовкіна в «Нахлібниках» І. С. Тургенєва. Шекспірівські ролі, на думку критиків, виконувалися їм менш вдало.
У 1941 році Ермете Дзаконі отримав головну нагороду Венеційського кінофестивалю Кубок Вольпі за кращу чоловічу роль у фільмі «Дон Бонапарт».
Ермете Дзаконі помер 14 жовтня 1948 року в Віареджо.

## Вибрана фільмографія
- 1937 — Перлини корони
- 1943 — Граф Монте-Крісто